# لئوپولد فون ویز

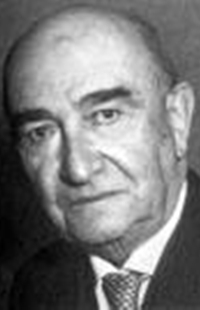
لئوپولد فون ویز، جامعه‌شناس آلمانی - ۱۹۶۹

لئوپولد ماکس والتر فون ویز آوند کایزرسوالدائو (۲ دسامبر ۱۸۷۶، گلاز، امپراتوری آلمان - ۱۱ ژانویه ۱۹۶۹، کلن، آلمان غربی) جامعه‌شناس و اقتصاددان آلمانی و همچنین استاد و رئیس انجمن جامعه‌شناسی آلمان بود.